# Municipio de Clark (condado de Pike)
El municipio de Clark (en inglés: Clark Township) es un municipio ubicado en el condado de Pike en el estado estadounidense de Arkansas. En el año 2010 tenía una población de 3662 habitantes y una densidad poblacional de 28,22 personas por km².

## Geografía
El municipio de Clark se encuentra ubicado en las coordenadas 34°17′38″N 93°32′5″O / 34.29389, -93.53472. Según la Oficina del Censo de los Estados Unidos, el municipio tiene una superficie total de 129.78 km², de la cual 128.87 km² corresponden a tierra firme y (0.69%) 0.9 km² es agua.

## Demografía
Según el censo de 2010, había 3662 personas residiendo en el municipio de Clark. La densidad de población era de 28,22 hab./km². De los 3662 habitantes, el municipio de Clark estaba compuesto por el 85.47% blancos, el 0.11% eran afroamericanos, el 0.63% eran amerindios, el 0.57% eran asiáticos, el 0.03% eran isleños del Pacífico, el 11.06% eran de otras razas y el 2.13% pertenecían a dos o más razas. Del total de la población el 15.65% eran hispanos o latinos de cualquier raza.